# Стрибки у воду на літніх Олімпійських іграх 1988
Змагання зі стрибків у воду на літніх Олімпійських іграх 1988 в Сеулі тривали з 17 до 20 вересня у Відкритому плавальному басейні Джамсіл. Розіграно 4 комплекти нагород. Змагалися 89 стрибунів і стрибунок у воду 30-ти країн.

## Медальний залік
Дисципліни названо згідно з позначеннями Міжнародного олімпійського комітету, але в офіційному звіті їх наведено, відповідно, як "стрибки у воду з трампліна" і "стрибки у воду з вишки".

### Чоловіки
| Дисципліна    | Золото             | Срібло           | Бронза           |
| ------------- | ------------------ | ---------------- | ---------------- |
| Трамплін, 3 м | Грег Луганіс (USA) | Тань Лянде (CHN) | Лі Делян (CHN)   |
| Вишка, 10 м   | Грег Луганіс (USA) | Сюн Ні (CHN)     | Хесус Мена (MEX) |

### Жінки
| Дисципліна    | Золото           | Срібло              | Бронза                |
| ------------- | ---------------- | ------------------- | --------------------- |
| Трамплін, 3 м | Ґао Мінь (CHN)   | Лі Цін (CHN)        | Келлі Маккормік (USA) |
| Вишка, 10 м   | Сюй Яньмей (CHN) | Мішел Мітчелл (USA) | Венді Вільямс (USA)   |

## Таблиця медалей
| Місце              | Країна             | Золото | Срібло | Бронза | Загалом |
| ------------------ | ------------------ | ------ | ------ | ------ | ------- |
| 1                  | Китай (CHN)        | 2      | 3      | 1      | 6       |
| 2                  | США (USA)          | 2      | 1      | 2      | 5       |
| 3                  | Мексика (MEX)      | 0      | 0      | 1      | 1       |
| Загалом (3 збірні) | Загалом (3 збірні) | 4      | 4      | 4      | 12      |

## Країни-учасниці
Список країн, чиї спортсмени взяли участь в Іграх. У дужках - кількість учасників від кожної країни.
- Аргентина  (1)
- Австралія  (5)
- Австрія  (2)
- Багамські Острови  (1)
- Барбадос  (1)
- Бельгія  (1)
- Бразилія  (1)
- Канада  (6)
- Китай  (8)
- НДР  (4)
- Еквадор  (1)
- Фінляндія  (1)
- Франція  (2)
- Велика Британія  (5)
- Гонконг  (2)
- Угорщина  (3)
- Італія  (4)
- Японія  (4)
- Кувейт  (1)
- Мексика  (3)
- Нідерланди  (2)
- Норвегія  (1)
- Польща  (1)
- Південна Корея  (2)
- СРСР  (8)
- Іспанія  (2)
- Швеція  (2)
- Швейцарія  (2)
- США  (7)
- ФРН  (6)
- Зімбабве  (1)
- Венесуела  (1)